# ریتیون سنتینل
ریتیون سنتینل (نگهبان)، یک هواپیمای بمباردیه گلوبال اکسپرس بهسازی شده به عنوان یک هواپیمای هوابرد میدان نبرد و پایش زمینی برای نیروی دریایی پادشاهی بریتانیا است. در اصل و در برنامه‌ی استور (رادار هوابرد)(به انگلیسی: Airborne STand-Off Radar)، این هواپیما توسط یک اسکادران از نیروی هوایی پادشاهی متشکل از نیروی هوایی و پرسنل ارتش بکارگرفته می‌شود. سنتینل با دیگر سیستم‌های غربی مانند جی‌استارز (JSTARS) و سیستم پایش زمینی هماهنگ ناتو سازگار است.
طبق برنامه بازبینی راهبرد دفاعی و امنیتی دولت بریتانیا، هواپیمای پایش زمینی سنتینل بیش از این برای پشتیبانی از ماموریت‌ها در افغانستان نیاز نیست. سنتینل ارتش بریتانیا در افغانستان را پشتیبانی می کرد و همچنین در شمال لیبی در سال ۲۰۱۱ با نقشی که محوری خوانده شد در راس نیروی هوایی بریتانیا شرکت کرد. در فوریه سال ۲۰۱۲ اعلام شد که سنتینل برای ایفای نقش بریتانیا در سیستم پایش زمینی هماهنگ ناتو ارائه می‌شود تا مکمل هواپیماهای آر کیو-۴ گلوبال هاوک ناتو و هواپیماهای بدون سرنشین هرون تی‌پی باشد.

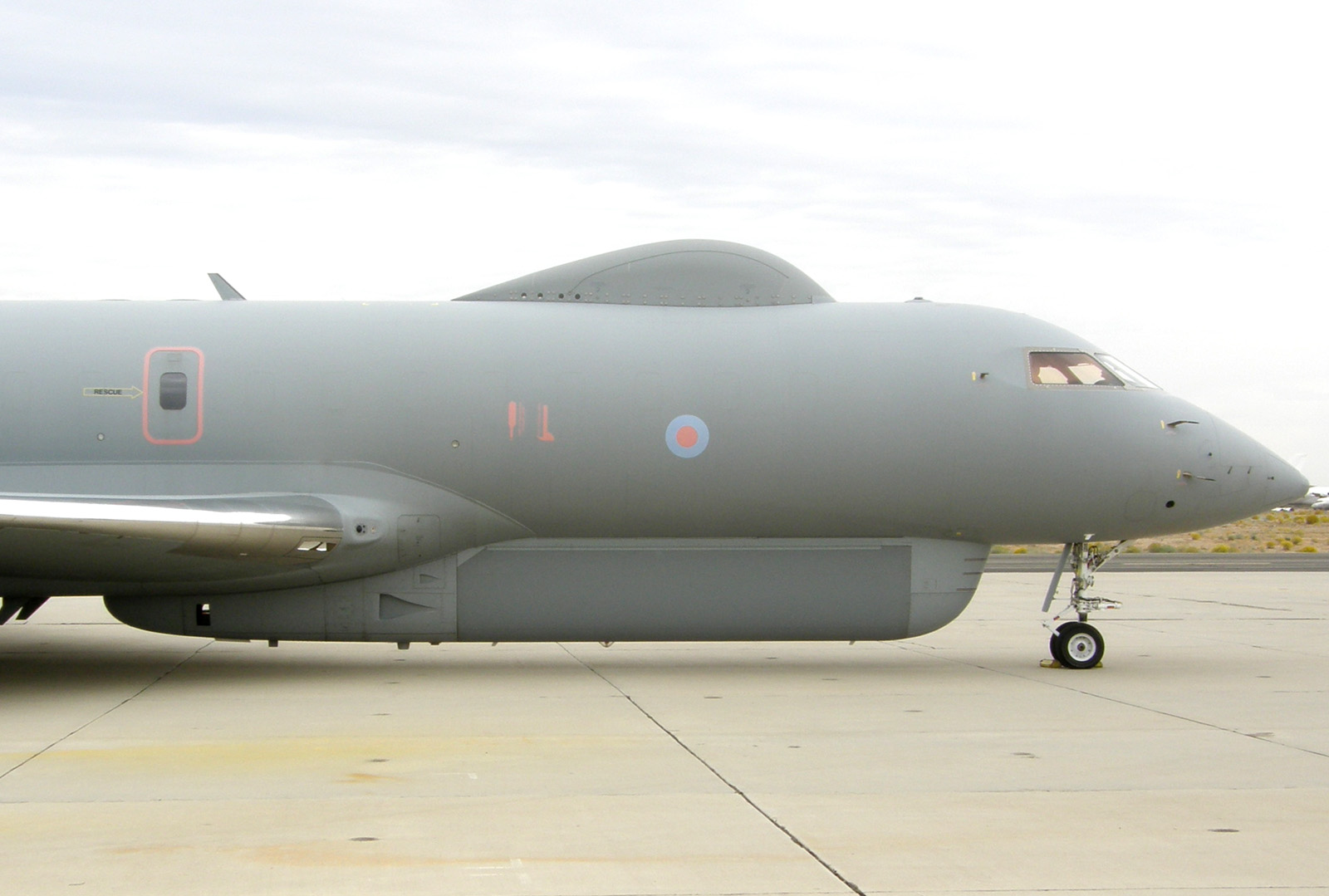
نمایی نزدیک از پوسته محافظ برآمده رادار سنتینل

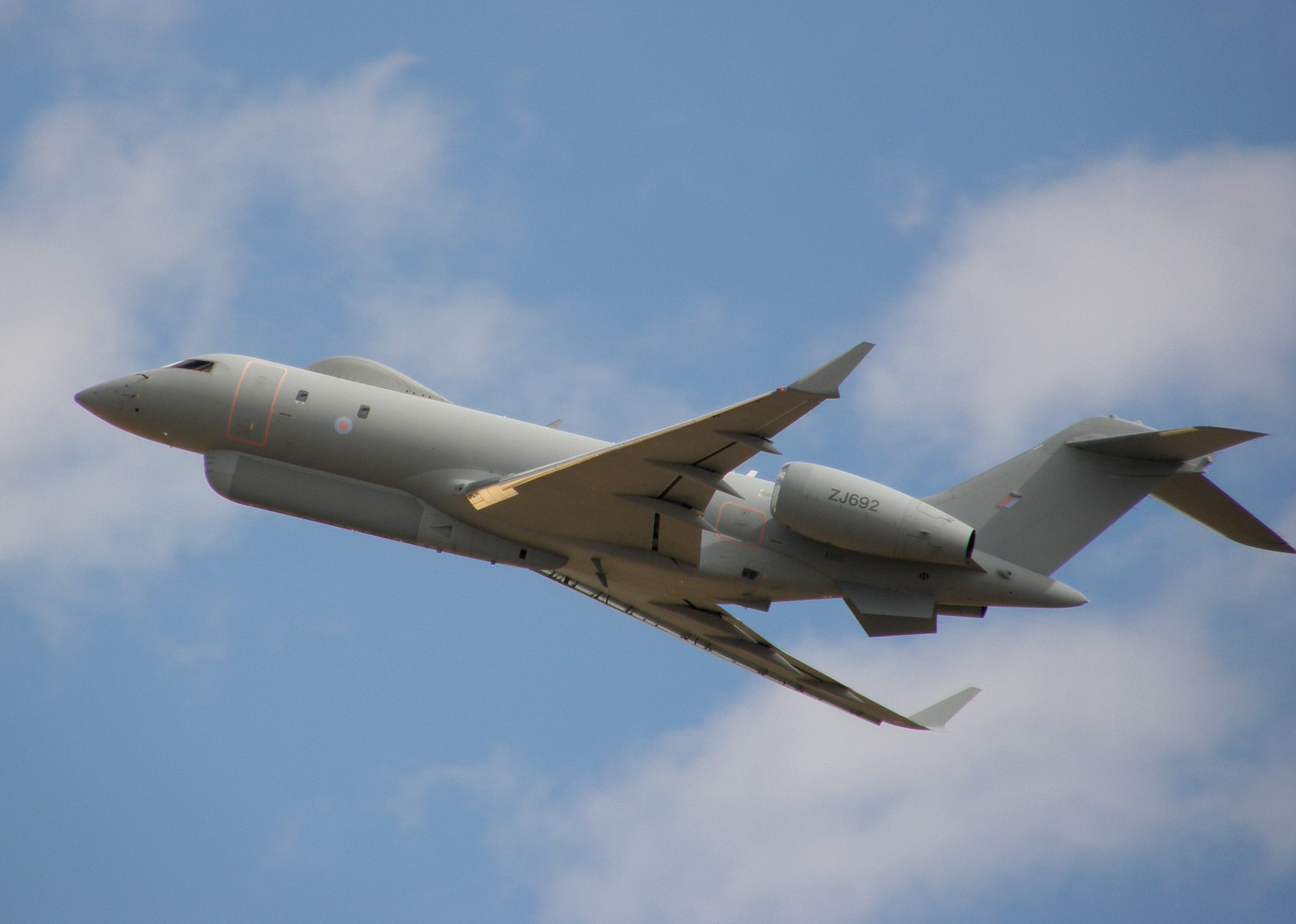
زد‌جی۶۹۲، هواپیمای شماره ۳، بلند شده از پایگاه فضایی موهاوه در طول بازدیدی از آزمون ملی مدرسه خلبانی

## طراحی و توسعه
برنامه استور ریشه در برنامه رادار هوابرد خاموش لشکریان ارتش بریتانیا (CASTOR) دارد که طی آن در سال ۱۹۸۴، هواپیمای بی ان-۲تی آیلندر (G-DLRA/ZG989) با یک دماغه بزرگ به برای اتاق رادار برای پایش زمینی طراحی شد. جنگ اول خلیج فارس نیاز به چنین هواپیمایی را نشان داد اما پایان جنگ سرد چیزی دیگری را روشن ساخت، در دسامبر ۱۹۹۹ قرارداد تولیدی امضا شد که در سال ۲۰۰۵ محصول پروژه خود را برای خدمت دهی آماده کند.
نخستین پرواز نمونه اولیه بهبود یافته در اوت سال ۲۰۰۱ انجام شد که بهبودهای مورد نیاز برای سیستم استور را تصدیق می کرد. نخستین محصول هواپیمای سنتینل آر۱، در ۲۶ می ۲۰۰۴، ۴٫۴ ساعت پرواز آزمایشی خود را انجام داد. هواپیمای سنتینل آر۱ توسط اسکادران شماره ۵ نیروی هوایی پادشاهی که پایگاه آن در ودینگتون قرار دارد، وارد عملیات شد و در فوریه سال ۲۰۰۹، نخستین پرواز عملیاتی خود را در افغانستان انجام داد.
سنتینل آر۱ نمونه بهبود یافته هواپیمای بمباردیه گلوبال اکسپرس است که نیروی رانش آن به دست دو موتور توربوفن بی آر۷۱۰ ساخت شرکت رولز-رویس بریتانیا که در هواپیمای نمرود ام‌آر‌اِی۴ نیز بکار رفته است، برآورده می شود. ساخت ۵ هواپیما و ۸ پایگاه سیار زمینی (۶ پایگاه روی خودروهای زمینی و ۲ پایگاه روی محفظه های حمل کننده هوایی) در برنامه بود و یک ساختمان آموزشی نیز در فرودگاه نیروی هوایی پادشاهی در ودینگتون قرار داشت. بودجه این برنامه ۸۵۰ میلیون پوند بود و قرارداد ۳٬۲۰۰ ساعت پرواز در سال را پشتیبانی می‌کرد.
کابین خلبان سنتینل یک جایگاه مرکزی دارد، نمایشگر نصب شده در زیر توانایی نمایش نقشه حرکت را دارد. این هواپیما از دیتالینک اطلاعات به نام لینک۱۶ (که یک دیتالینک تاکتیکی نظامی است) و زیر سیستم کمک های دفاعی (DASS) بهره می برد، دی‌ای‌اس‌اس شامل یک سیستم فریب رادار، سیستم هشداردهنده نزدیک شدن موشک، سیستم ایجاد پارازیت در رادار و شعله افکن فریب موشک می باشد و می‌تواند در حالت های خودکار، نیمه خودکار و دستی هدایت شود.
این هواپیما برای اطمینان از دریافت یک تصویر با دقت بالا از یک منطقه عملیاتی پهناور می‌تواند ۱۲٬۰۰ را به طور عادی پیمایش کند. یک خلبان، یک کمک خلبان، یک فرمانده ماموریت هوایی و دو کارشناس تصویر، خدمه این هواپیما را تشکیل می دهند. برد عملیاتی این هواپیما نزدیک به ۹ ساعت می باشد. تا زمانی که کارشناسان تصویر می‌توانند تصاویر روی برد را تحلیل کنند، هواپیما همانی است که از آن انتظار می‌رفت، برخلاف پروژه جی‌استارز، مدیریت نبرد واقعی بر روی زمین رخ می‌دهد.
رادار اصلی هواپیما رادار دو حالته (رادار دهانه ترکیبی/رادار تشخیص حرکت هدف)(SAR/MTI) ساخت شرکت ریتیان سیستمز می‌باشد که به نام سنسور رادار دو حالته سنتینل (DMRS) شناخته می‌شود. ریتیان مدعی شده‌است که می‌تواند برای مطابقت با توانایی پایش دریایی هواپیمای منسوخ شده نیمرد ام‌آر‌ای۴ این هواپیما را بهینه‌سازی کند و نیز پایگاه‌های زمینی می توانند برای دریافت داده‌ها از هواپیماهای تجسسی واچ کیپر و ام‌کیو-۹ ریپر و برنامه ای آینده این نوع هواپیماها مطابقت داده شوند.

## ویژگی ها
ویژگی های کلی
- خدمه: ۵ نفر
- درازا: ۳۰٬۳ متر (۹۹ فوت و ۵ اینچ)
- درازای بال: ۲۸٬۵ متر (۹۳ فوت و ۶ اینچ)
- بلندی: ۸٬۲ متر (۲۷ فوت و ۰ اینچ)
- مساحت بال: ۹۴٬۹ مترمربع (۱٬۰۲۲ فوت مربع)
- وزن خالی: ۲۴٬۰۰۰ کیلوگرم (۵۴٬۰۰۰ پوند)
- وزن ناخالص: ۴۲٬۴۰۰ کیلوگرم (۹۳٬۵۰۰ پوند)
- نیروی رانشی: ۲ موتور توربوفن رولز-رویس بی آر۷۱۰ با قدرت ۱۴٬۷۵۰ پوند برای هرکدام

کارایی
- بیشترین سرعت: ۰٬۷۵ ماخ
- برد پرواز: ۴٬۷۲۳ کیلومتر (۲٬۹۳۵ مایل)
- پایداری پرواز: ۹ ساعت
- سقف پرواز: ۱۲٬۲۰۰ متر (۴۰٬۰۰۰ فوت)